# Chudania sinica
Chudania sinica är en insektsart som beskrevs av Zhang och Yang. Chudania sinica ingår i släktet Chudania och familjen dvärgstritar. Inga underarter finns listade i Catalogue of Life.